# Triumph 1300
Triumph 1300/1500 är en personbil tillverkad av den brittiska biltillverkaren Triumph mellan 1965 och 1973.

## Bakgrund
Sedan Leyland Motors tagit över Standard-Triumph 1961 fick man äntligen in lite pengar för produktutveckling. Högt upp på listan stod en modern efterträdare till Herald. BMC hade visat vägen med sin nya Austin 1100 och Triumph anammade idén med framhjulsdrift. Så långt som till tvärställd motor gick man dock inte. Triumphs konstruktörer prioriterade liten vändradie och lekte även med tanken på fyrhjulsdrift. Därför fick den nya bilen längsställd motor. Liksom BMC placerade man växellådan under motorn, men undvek nogsamt konkurrentens misstag med gemensamt smörjoljesystem. Karossen ritades av Giovanni Michelotti och var mycket lik den större 2000-modellen. Triumph planerade för en tvådörrarsvariant, men bara fyrdörrarskarosser kom att tillverkas. Även hjulupphängningarna var lika den större syskonmodellen, med MacPherson fjäderben fram och individuell bakvagn med snett bakåtriktade länkarmar och skruvfjädrar.

## 1300
Den nya 1300:n presenterades i september 1965. Bilen blev aldrig den ersättare till Herald som var tanken från början. För att tjäna in utvecklingskostnaden höll man priset uppe genom att skicka med mycket utrustning och därigenom fann man en ny nisch för lyxiga småbilar, med påkostad inredning och fina vägegenskaper. 
Produktionen uppgick till 113 008 exemplar.

## 1300 TC
1967 kompletterades utbudet med en sportigare version med dubbla SU-förgasare. Prestanda var avsevärt bättre än standardmodellen.
Produktionen uppgick till 35 342 exemplar.

## 1500

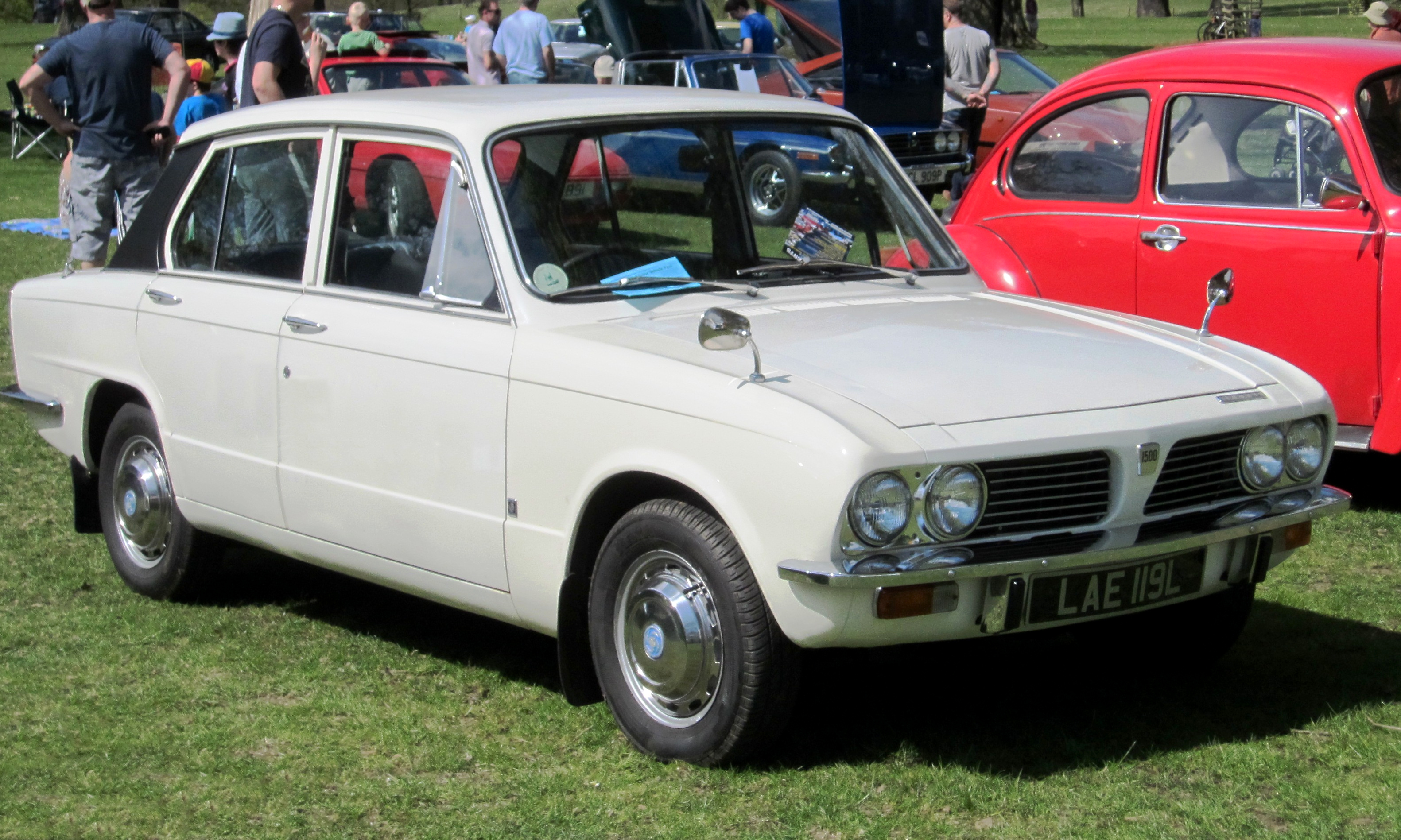
Triumph 1500

I augusti 1970 ersattes 1300-modellerna av den nya 1500. Karossen hade uppdaterats med ny front med dubbla strålkastare och ny, längre akter för större bagageutrymme. Även interiören fick en översyn. Samtidigt byttes den avancerade bakfjädringen ut mot en billigare stel axel. Den större motorn hämtades från Spitfiren, men hade bara en förgasare. 1972 modifierades motorn för högre effekt.
1973 upphörde tillverkningen av de framhjulsdrivna Triumph-modellerna i samband med en rationaliseringskampanj inom British Leyland. 1500:n ersattes av den bakhjulsdrivna 1500 TC.
Produktionen uppgick till 66 353 exemplar.

## Motor
Motorn hämtades från Herald-modellen och härstammade från Standard Eight. Det var en enkel stötstångsmotor med trelagrad vevaxel.
| Modell  | Motor              | Cylindervolym | Effekt   | Bränslesystem             |
| ------- | ------------------ | ------------- | -------- | ------------------------- |
| 1300    | 4-cyl radmotor ohv | 1296 cm³      | 61 hk    | Enkel Stromberg förgasare |
| 1300 TC | 4-cyl radmotor ohv | 1296 cm³      | 75 hk    | Dubbla SU förgasare       |
| 1500    | 4-cyl radmotor ohv | 1493 cm³      | 61-65 hk | Enkel SU förgasare        |